# Melissa Bishop-Nriagu
Melissa Bishop-Nriagu, född 5 augusti 1988, är en friidrottare från Kanada. Han deltog vid olympiska sommarspelen 2012, olympiska sommarspelen 2016 och olympiska sommarspelen 2020.